# 363rd Intelligence, Surveillance and Reconnaissance Wing
Il 363rd Intelligence, Surveillance and Reconnaissance Wing è uno stormo crittologico dell'Air Combat Command, inquadrato nella Twenty-Fifth Air Force. Il suo quartier generale è situato presso la Joint Base Langley-Eustis, in Virginia.

## Organizzazione
Attualmente, al maggio 2017, lo stormo controlla:
- 361st Intelligence, Surveillance and Reconnaissance Group, Hurlburt Field, Florida
  -  25th Intelligence Squadron
  - 28th Intelligence Squadron
  - 39th Intelligence Operations Squadron
- 363rd Intelligence, Surveillance and Reconnaissance Group
  - 17th Intelligence Squadron
  -  36th Intelligence Squadron
- 365th Intelligence, Surveillance and Reconnaissance Group, Nellis Air Force Base, Nevada
  - 15th Intelligence Squadron, Joint Base Langley-Eustis, Virginia
  - 51st Intelligence Squadron, Shaw Air Force Base, Carolina del Sud
  - 57th Intelligence Squadron, Joint Base San Antonio, Texas
  -  526th Intelligence Squadron
  -  547th Intelligence Squadron